# リヨン級戦艦
| リヨン級戦艦 | リヨン級戦艦 |
| ------------ | --- |
|              | |
| 艦級概観     | |
| 艦種         | 戦艦 |
| 艦名         | 地方名 |
| 前級         | ノルマンディー級戦艦 |
| 次級         | ダンケルク級戦艦 |
| 性能諸元     | |
| 排水量       | 常備：25,230トン |
| 全長         | 194.5m |
| 水線長       | 190.0m |
| 全幅         | 29m |
| 吃水         | 9.2m |
| 機関         | 重油・石炭混焼水管缶21基 +高速型直結タービン2基&三段膨張型レシプロ機関2基 計4軸推進 |
| 最大出力     | 43,000shp |
| 最大速力     | 23.0ノット |
| 航続距離     | -ノット/-海里 |
| 乗員         | 1,200名 |
| 兵装         | M1912型 34cm（45口径）四連装砲4基16門 M1910型 13.9cm（55口径）単装速射砲24基24門 オチキス 4.7cm（43口径）単装砲6門 45cm水中魚雷発射管単装6門 |
| 装甲         | 舷側：300mm（水線最厚部）、240mm（舷側上部）、180～130mm（艦首尾部）、30（10+10+10）mm（水線下多層防御） 甲板：50mm（上甲板）、50mm（主甲板平面部)、70mm（主甲板傾斜部） 主砲塔：340mm（前盾）、250mm（側盾） 主砲バーベット：330mm 副砲ケースメイト：160～180mm 司令塔：-m |

リヨン級（リヨンきゅう、Classe Lyon）はフランス海軍の超弩級戦艦の艦級である。第一次世界大戦前の1915年度計画に4隻の建造が決定し発注されたが、第一次世界大戦開戦に伴い建造中止され資材はほかに流用された。

## 艦形
本級は凌波性能を高くすべく設計された長船首楼型船体を採用した。クリッパー・バウの艦首から乾舷は高く取られた艦首甲板から上部構造物が始まり、「1912年型34cm（45口径）砲」を「四連装砲塔」に納めて1番主砲塔を1基配置した。その背後に背負い式に2番主砲塔を1基。続いて操舵艦橋を載せた大型の装甲司令塔の上に三段測距儀が1基載る。司令塔の後部には1番煙突が立ち、その背後に単脚式の主マストと2番煙突が立ち、その周囲は艦載艇置き場となっており、2番煙突を基部とするクレーンが片舷1基ずつ計2基配置された。
艦載艇置き場の後ろに、後ろ向きに3番主砲塔、甲板一段分下がって後部甲板上に後ろ向きの4番主砲塔の順に配置された。主砲は背負い式を採用する事で前級から砲塔1基を増やした4連装4基の16門である。
副砲は前級同様のケースメイト式配置で1番主砲塔下の甲板に片舷4基ずつ8門、船体中央部に片舷6基12門、3番主砲塔下に片舷2基4門の計24門である。

## 主砲塔
主砲は前級「ノルマンディー級」に引き続き採用された「1912年型34cm（45口径）砲」である。この時代の戦艦の主砲塔には連装式砲塔が主流であり、一部で三連装砲塔が運用されていた。しかし、フランスはさらにその上を行く世界初の四連装砲塔の開発を決定した。これを本級4基搭載する事により戦艦史上最多門数の16門となっている。
俯仰能力は砲身を仰角18角から俯角5度まで自在に上下でき、どの角度でも装填が出来る自由角装填を採用した。旋回角度は船体首尾線方向を0度として左右150度の旋回角度を持った。主砲身の俯仰・砲塔の旋回・砲弾の揚弾・装填は主に電力で行われ、補助に人力を必要とした。発射速度は毎分2発である。その性能は、34cm砲弾としては重い重量555kgの徹甲弾を、最大仰角18度で18,000mの距離まで届かせる能力を得ている。

## 副砲、その他備砲
副砲は前級に引き続き「M1910型 13.9cm（55口径）砲」を採用した。この砲は重量39.5kgの砲弾を仰角25度で射距離16,100mまで届かせることが出来た。これを単装砲で片舷にケースメイト配置で片舷12基計24門を配備した。艦首方向に8門、艦尾方向に4門、片舷方向に12門が指向できた。他に対水雷艇用にオチキス47mm単装速射砲を6基搭載した。更に対艦攻撃用に45cm水中魚雷発射管を単装で6基内蔵した。

## 機関
本級の機関は重油・石炭混焼水管缶21基に高速型直結タービン2基と三段膨脹式レシプロ機関2基を組み合わせる点は同じであるが、前級よりも最大出力が増して43,000Shpで速力23ノットを発揮する中速戦艦となる見込みであった。

## 同型艦
リヨン Lyon1915年1月1日発注、起工せず。
リール Lille起工せず。
デュケーヌ Duquesne起工せず。
トゥールヴィル Tourville1915年4月1日発注、起工せず。

## 参考図書
- 「世界の艦船増刊第38集 フランス戦艦史」（海人社）